# 十七帖
《十七帖》是王羲之草書的代表作之一。因卷首有“十七”二字而得名。唐張彥遠《法書要錄》記載：「《十七帖》長一丈二尺，即貞觀內本，一百七行，九百四十三字，烜赫著名帖也。」《十七帖》是一部匯帖，凡29帖。
1. 郗司馬帖
2. 逸民帖
3. 龍保帖
4. 絲布帖
5. 積雪凝寒帖
6. 服食帖
7. 知足下帖
8. 瞻近帖
9. 天鼠帖
10. 朱處仁帖
11. 七十帖
12. 邛竹杖帖
13. 遊目帖
14. 鹽井帖
15. 遠宦帖
16. 旦夕帖
17. 嚴君平帖
18. 胡母帖
19. 兒女帖
20. 譙周帖
21. 漢時帖
22. 諸從帖
23. 旃罽胡桃帖
24. 成都帖
25. 藥草帖
26. 來禽帖
27. 胡桃帖
28. 清晏帖
29. 虞安吉帖